# Каван
Вижте пояснителната страница за други значения на Каван.
Ка̀ван (на английски: Cavan; на ирландски: An Cabhán, на английски се произнася по-близко до Кѐвън, [ˈkævən]) е град в североизточната част на Ирландия. Намира се в едноименното графство Каван на провинция Ълстър на 15 km от границата със Северна Ирландия. Главен административен център на графство Каван. Населението му е 3934 жители от преброяването през 2006 г. . Рокендрол групата Страйпс е от Каван.

## Побратимени градове
- Жоне Клан, Франция